# كروكوبارك أكادير
كروكوبارك أكادير أو حديقة التماسيح بأكادير هي حديقة حيوان خاصة بالتماسيح تقع في جماعة الدراركة في مدينة أكادير في المغرب، وذلك بمُحاذاة الطريق الوطنية رقم 8 في اتجاه مدينة مراكش.